# Булгаков Павло Ілліч
Булгаков Павло Ілліч (3 серпня 1856 — серпень 1940) — російський воєначальник, генерал від артилерії (1914). Під час Першої світової війни потрапив у німецький полон.

## Біографія
Походив з дворянської родини. У російській армії служив з 1872 року. Учасник російсько-турецької війни 1877-1878 років. Закінчив Михайлівську артилерійську академію (1882). Служив в артилерійських військах, з 1903 року — генерал-майор.
У 1902-1907 роках — командир 2-ї резервної артилерійської бригади. У 1907-1911 роках — начальник артилерії 14-го армійського корпусу.
Із 1911 року — командир 25-ї піхотної дивізії.
З початком Першої світової війни дивізія Булкагова увійшла в склад 3-го армійського корпусу 1-ї армії генерала Ренненкампфа. На чолі дивізії брав участь у боях за Східну Пруссію. Генерал-лейтенант Булгаков відзначився у битві під Гумбінненом, а також під час відступу за Німан.
Із 6 грудня 1914 року командував 20-м армійським корпусом 10-ї армії. Під час Августівської операції 1915 року 20-й корпус був оточений і знищений. Булгаков потрапив у німецький полон.
Із 1918 року, після звільнення з полону, переїхав до Молдови. Улітку 1940 року репресований НКВС.

## Вищі військові звання
- Генерал-майор (1903)
- Генерал-лейтенант (1911)
- Генерал від артилерії (6 грудня 1914)